# La Mendieta
La Mendieta est une ville et une municipalité argentine située dans la province de Jujuy, à 16 km de la capitale départementale et à 47 km de la capitale provinciale, au bord de la route provinciale 56.
Elle est située dans la vallée du río San Francisco de Jujuy, à 35 km de la confluence du río Grande et du río Lavayén, qui forment ensuite le río San Francisco.

## Démographie
Il y avait 4 081 habitants (Indec, 2010), contre 3 812 habitants (Indec, 2001) lors du précédent recensement. La majorité de la population de La Mendieta, comme dans le reste de la province, peut être classée comme métisse, bien que phénotypiquement il y ait une preuve évidente d'une grande composante indigène, malgré le fait que le niveau d'auto-reconnaissance de cette condition soit extrêmement bas. La population blanche est rare, bien que l'on puisse observer l'arrivée de Blancs de Cordoue, mais dans de faibles pourcentages. La seule minorité est constituée de personnes d'origine bolivienne. Dans pratiquement toutes les familles de Jujuy, il y a un ancêtre d'origine bolivienne, bien que leurs descendants dédaignent d'obtenir la nationalité bolivienne et ne conservent que la nationalité argentine. Cela n'empêche pas un pourcentage important de la population d'être bolivienne.

## Sismologie
La sismicité de la province de Jujuy est fréquente et de faible intensité, avec un silence sismique de séismes moyens à graves tous les 40 ans.
- Séisme de 1863 : bien que de telles catastrophes géologiques se produisent depuis la préhistoire, le séisme du 4 janvier 1863[2], a marqué une étape importante dans l'histoire des événements sismiques à Jujuy, classé 6,4 sur l'échelle de Richter. Mais même en prenant les meilleures précautions nécessaires et/ou en restreignant les codes de construction, aucun changement ne s'est fait ressentir[3].
- Séisme de 1948 : séisme qui s'est produit le 25 août 1848 et qui est classé 7,0 sur l'échelle de Richter, il a détruit des bâtiments et ouvert de nombreuses fissures dans de vastes zones[2],[3].
- Séisme de 2009 : apparu le 6 novembre 2009 et classé 5,6 sur l'échelle de Richter.